# Forcipomyia mexicana
Forcipomyia mexicana är en tvåvingeart som beskrevs av Wirth 1956. Forcipomyia mexicana ingår i släktet Forcipomyia och familjen svidknott. Inga underarter finns listade i Catalogue of Life.